# Schneider Henri-Paul
Le Schneider Henri-Paul  était un bombardier de nuit quadriplace français durant l'entre-deux-guerres. 
Biplan quadrimoteur dont la voilure reposait sur des longerons en acier et un treillis de nervures en alliage d’aluminium. Égales et non décalées, les ailes comportaient une partie centrale rectangulaire et des panneaux externes en flèche. Le fuselage était formé par une poutre en tubes de dural de 55 mm de diamètre assemblés par des raccords en acier rivetés. La partie avant du fuselage recevait un revêtement métallique, la partie arrière étant simplement entoilée, supportant un empennage cellulaire. Les moteurs étaient montés par paires de chaque côté du fuselage, installés en tandem dans des nacelles d’entreplan, entraînant des hélices quadripales de 3,60 m de diamètre. 
Cet appareil, construit à l’usine Schneider et Cie de Harfleur, effectua son premier vol en septembre 1922 sur le terrain du Havre-Bléville. Il fut exposé au Grand Palais dans le cadre du 8e salon de l’Aviation en décembre 1922, mais le programme pour lequel il avait été construit avait été abandonné. Le principal titre de gloire du Henri-Paul fut d’avoir expérimenté en France l’utilisation de métal dans la construction aéronautique.

## Sources
- Georges Bondoux, Schneider et Compagnie Constructeur aéronautique. Bulletin de l’Académie François Bourdon No 8, février 2007 p. 22/28.